# Niczypar Natalewicz
Niczypar Jakaulewicz Natalewicz (biał. Нічыпар Якаўлевіч Наталевіч, ros. Ничипор Яковлевич Наталевич, Niczypor Jakowlewicz Natalewicz; ur. 17 maja 1900 w Orszy, zm. 28 marca 1964) – białoruski działacz partyjny i państwowy, przewodniczący Prezydium Rady Najwyższej Białoruskiej SRR (1938–1947). 

## Życiorys
Od 1919 do 1937 służył w jednostkach Armii Czerwonej. W 1922 wstąpił do WKP(b). Od listopada do czerwca 1938 pełnił obowiązki przewodniczącego Centralnego Komitetu Wykonawczego Białoruskiej SRR. W lipcu 1938 wybrano go przewodniczącym Prezydium Rady Najwyższej Białoruskiej SRR – funkcję tę pełnił do 1947. Jednocześnie był w tym samym okresie zastępcą przewodniczącego Prezydium Rady Najwyższej ZSRR. 
W latach 1937–1947 pozostawał członkiem KC KP(b)B oraz członkiem jej Politbiura. Zasiadał w parlamentach radzieckich: Radzie Najwyższej ZSRR (1937–1950) oraz Radzie Najwyższej Białoruskiej SRR (1938–1951). 